# Nati nel 1963/Ottobre
| Questa pagina contiene informazioni ricavate automaticamente dalle voci biografiche con l'ausilio del template Bio e di un bot. L'aggiornamento è periodico e automatico e ricostruisce completamente la pagina. Se manca una persona in questa lista, sei pregato di non aggiungerla, ma accertati piuttosto che la sua voce biografica contenga il template Bio e che i dati anagrafici siano correttamente compilati. Se il template Bio manca, inseriscilo tu stesso o, in alternativa, metti l'avviso {{tmp\|Bio}} che ne segnala la mancanza. Se i dati riportati sono sbagliati, correggi direttamente la voce biografica; le modifiche saranno visibili in questa lista entro pochi giorni. Per chiarimenti vedi il progetto biografie. La lista contiene solo le 305 persone che sono citate nell'enciclopedia e per le quali è stato implementato correttamente il template Bio. Pagina aggiornata al 18 ago 2025. |

- 1º ottobre - Donatella Bianchi, giornalista, politica e conduttrice televisiva italiana
- 1º ottobre - Eric Black, ex calciatore e allenatore di calcio scozzese
- 1º ottobre - Beth Chamberlin, attrice statunitense
- 1º ottobre - Jean-Denis Délétraz, ex pilota automobilistico svizzero
- 1º ottobre - Yasmine Lafitte, ex attrice pornografica francese
- 1º ottobre - Li Chaoyang, ex calciatore cinese
- 1º ottobre - Mark McGwire, allenatore di baseball e ex giocatore di baseball statunitense
- 1º ottobre - Abdulrahman Mohamed, ex calciatore emiratino
- 1º ottobre - Vincenzo Morgante, giornalista italiano
- 1º ottobre - Marco Preve, giornalista italiano
- 1º ottobre - Alessandro Sermoneta, sceneggiatore italiano
- 1º ottobre - Neil Stephens, dirigente sportivo e ex ciclista su strada australiano
- 1º ottobre - Abdullah Sultan, ex calciatore emiratino
- 2 ottobre - Tony Agana, ex calciatore inglese
- 2 ottobre - Roberto Alboni, politico italiano
- 2 ottobre - Thierry Bacconnier, calciatore francese († 2007)
- 2 ottobre - Manuel Baixauli, scrittore spagnolo
- 2 ottobre - Maria Ressa, giornalista filippina
- 2 ottobre - Neil Thompson, allenatore di calcio e ex calciatore inglese
- 2 ottobre - Joe Walker, montatore britannico
- 2 ottobre - Daihachi Yoshida, regista e sceneggiatore giapponese
- 3 ottobre - Néstor Craviotto, allenatore di calcio e ex calciatore argentino
- 3 ottobre - Luca Dalmonte, allenatore di pallacanestro italiano
- 3 ottobre - Duan Ju, ex calciatore cinese
- 3 ottobre - Dan Goldie, ex tennista statunitense
- 3 ottobre - Naum Kove, ex calciatore albanese
- 3 ottobre - Rahym Kurbanmämmedow, allenatore di calcio e ex calciatore turkmeno
- 3 ottobre - Marion Peck, pittrice statunitense
- 3 ottobre - Taffy, cantante, showgirl e ex modella britannica
- 3 ottobre - Detlef Schößler, allenatore di calcio e ex calciatore tedesco orientale
- 3 ottobre - Ye Rongguang, scacchista cinese
- 4 ottobre - Mark Alford, politico e giornalista statunitense
- 4 ottobre - A.C. Green, ex cestista statunitense
- 4 ottobre - Mike Schad, ex giocatore di football americano canadese
- 4 ottobre - Roger Thun, ex sciatore alpino norvegese
- 4 ottobre - Michael Tommy, ex sciatore alpino canadese
- 4 ottobre - Thomas Wolter, allenatore di calcio e ex calciatore tedesco
- 5 ottobre - Christine Becker, schermitrice statunitense
- 5 ottobre - John Buttigieg, allenatore di calcio e ex calciatore maltese
- 5 ottobre - Giuseppe Castiglione, politico italiano
- 5 ottobre - Filippo Maria Drago, politico italiano
- 5 ottobre - Paul Franklin, allenatore di calcio e ex calciatore inglese
- 5 ottobre - Michael Hadschieff, ex pattinatore di velocità su ghiaccio austriaco
- 5 ottobre - Adil Hussain, attore indiano
- 5 ottobre - Charlotte Link, scrittrice tedesca
- 5 ottobre - Ivan Marzola, ex sciatore alpino italiano
- 5 ottobre - Carlos Prono, ex calciatore argentino
- 5 ottobre - Nick Robinson, giornalista, conduttore televisivo e editorialista britannico
- 5 ottobre - Silvio Sosio, giornalista, editore e curatore editoriale italiano
- 6 ottobre - Sven Andersson, allenatore di calcio e ex calciatore svedese
- 6 ottobre - Thomas Bickel, ex calciatore svizzero
- 6 ottobre - Romero Britto, artista, pittore e scultore brasiliano
- 6 ottobre - Martina Corgnati, storica dell'arte, critica d'arte e storica italiana
- 6 ottobre - Jsu Garcia, attore e produttore cinematografico statunitense
- 6 ottobre - Yoshihiro Kanno, compositore giapponese
- 6 ottobre - Francesco Occhiuzzi, conduttore televisivo italiano
- 6 ottobre - Diego Preschern, ex arbitro di calcio italiano
- 6 ottobre - Luigi Rocchini, allenatore di ginnastica italiano
- 6 ottobre - Elisabeth Shue, attrice statunitense
- 6 ottobre - Vasile Tarlev, politico moldavo
- 7 ottobre - Tat'jana Alekseeva, ex velocista russa
- 7 ottobre - Anna Maria Cisint, politica e dirigente pubblica italiana
- 7 ottobre - Ziad Doueiri, regista e sceneggiatore libanese
- 7 ottobre - Ha-Joon Chang, economista sudcoreano
- 7 ottobre - Diego Parassole, comico e cabarettista italiano
- 7 ottobre - Stefania Patruno, doppiatrice e direttrice del doppiaggio italiana
- 7 ottobre - Pavel Řehák, allenatore di calcio e ex calciatore ceco
- 8 ottobre - Armando Cusani, politico italiano
- 8 ottobre - Şerif Erol, attore turco
- 8 ottobre - Antonio Guido Filipazzi, arcivescovo cattolico italiano
- 8 ottobre - Francesco Fontana, scrittore italiano
- 8 ottobre - Holger Freitag, ex saltatore con gli sci tedesco orientale
- 8 ottobre - Stefano Ianne, compositore, polistrumentista e inventore italiano
- 8 ottobre - Didier Méda, sciatore freestyle francese († 2000)
- 8 ottobre - Giridhar Rao, linguista e esperantista indiano
- 8 ottobre - David Yates, regista e produttore televisivo britannico
- 9 ottobre - Brigitte Gadient, ex sciatrice alpina svizzera
- 9 ottobre - Salvador González Marco, allenatore di calcio, dirigente sportivo e ex calciatore spagnolo
- 9 ottobre - Alfio Lombardi, cantante italiano
- 9 ottobre - Sandro Pochesci, allenatore di calcio e ex calciatore italiano
- 10 ottobre - Brent Fullwood, ex giocatore di football americano statunitense
- 10 ottobre - Kim Yu-taek, ex cestista e allenatore di pallacanestro sudcoreano
- 10 ottobre - Bjørn Kristensen, ex calciatore danese
- 10 ottobre - Robert John McClory, vescovo cattolico statunitense
- 10 ottobre - Anita Mui, cantante e attrice cinese († 2003)
- 10 ottobre - Daniel Pearl, giornalista statunitense († 2002)
- 10 ottobre - Fiona Rae, artista britannica
- 10 ottobre - Jolanda de Rover, ex nuotatrice olandese
- 10 ottobre - Robertus Rubiyatmoko, arcivescovo cattolico indonesiano
- 10 ottobre - Carsten Schmidt, dirigente d'azienda tedesco
- 10 ottobre - Vegard Ulvang, ex fondista norvegese
- 10 ottobre - Lassina Zerbo, politico e geofisico burkinabé
- 11 ottobre - Silvia Calandrelli, dirigente d'azienda italiana
- 11 ottobre - Massimiliano Casacci, compositore, tecnico del suono e produttore discografico italiano
- 11 ottobre - Jurij Charčenko, ex slittinista sovietico
- 11 ottobre - Ettore Licheri, politico e avvocato italiano
- 11 ottobre - Brian Rice, allenatore di calcio e ex calciatore scozzese
- 11 ottobre - Ronny Rosenthal, procuratore sportivo e ex calciatore israeliano
- 11 ottobre - Mohamed Sahil, ex calciatore marocchino
- 11 ottobre - Michael Smith, ex wrestler statunitense
- 11 ottobre - Igor' Vernik, attore, doppiatore e conduttore televisivo russo
- 11 ottobre - Jordi Villacampa, ex cestista e dirigente sportivo spagnolo
- 11 ottobre - Fernando Villavicencio, politico e giornalista ecuadoriano († 2023)
- 11 ottobre - Faysal bin al-Husayn, principe e militare giordano
- 12 ottobre - Adele Ammendola, giornalista italiana
- 12 ottobre - Raimond Aumann, ex calciatore tedesco
- 12 ottobre - Charles Bradley, ex cestista statunitense
- 12 ottobre - Maria Curatolo, ex maratoneta e mezzofondista italiana
- 12 ottobre - Joe Garcia, politico e avvocato statunitense
- 12 ottobre - Phil Hill, culturista statunitense († 2017)
- 12 ottobre - Satoshi Kon, regista, sceneggiatore e character designer giapponese († 2010)
- 12 ottobre - Edward Kopówka, scrittore e storico polacco
- 12 ottobre - Dave Legeno, attore e artista marziale britannico († 2014)
- 12 ottobre - Alan McDonald, calciatore e allenatore di calcio nordirlandese († 2012)
- 12 ottobre - Donna Quinn, ex cestista australiana
- 12 ottobre - José Ramón Romo, ex calciatore spagnolo
- 12 ottobre - Donna Williams, scrittrice, cantautrice e sceneggiatrice australiana († 2017)
- 13 ottobre - Anne Bennent, attrice svizzera
- 13 ottobre - Don Callis, ex wrestler e dirigente d'azienda canadese
- 13 ottobre - Chip Foose, designer e imprenditore statunitense
- 13 ottobre - Isabelle Gélinas, attrice canadese
- 13 ottobre - Gildardo Gómez, ex calciatore colombiano
- 13 ottobre - Hiro Kanagawa, attore e drammaturgo giapponese
- 13 ottobre - Maria Paola Merloni, imprenditrice e ex politica italiana
- 13 ottobre - Baqytjan Saǵyntaev, politico kazako
- 13 ottobre - Francesco Scimeca, allenatore di pallacanestro italiano
- 14 ottobre - Massimiliano Amato, attore, regista e sceneggiatore italiano
- 14 ottobre - Carsten Bachke, ex calciatore norvegese
- 14 ottobre - Monica Bonetto, doppiatrice e critica teatrale italiana († 2017)
- 14 ottobre - Jed Brophy, attore neozelandese
- 14 ottobre - Keith Byars, ex giocatore di football americano statunitense
- 14 ottobre - Jorge Gabrich, ex calciatore argentino
- 14 ottobre - Kim Mi-kyung, attrice sudcoreana
- 14 ottobre - Frédéric Lefebvre, politico francese
- 14 ottobre - Li Huifen, ex tennistavolista cinese
- 14 ottobre - Maria Lundqvist, attrice svedese
- 14 ottobre - Luca Maestri, dirigente d'azienda italiano
- 14 ottobre - Andrus Nagel, ex cestista estone
- 14 ottobre - Lori Petty, attrice statunitense
- 14 ottobre - Andreas Reisinger, allenatore di calcio e ex calciatore austriaco
- 14 ottobre - Alessandro Safina, tenore e cantante italiano
- 14 ottobre - Andrzej Sypytkowski, ex ciclista su strada polacco
- 15 ottobre - Rasim Abuşev, ex calciatore azero
- 15 ottobre - Marco Bergonzi, politico italiano
- 15 ottobre - Bernabò Bocca, imprenditore e politico italiano
- 15 ottobre - Francisco Casavella, scrittore spagnolo († 2008)
- 15 ottobre - Steve Harris, cestista statunitense († 2016)
- 15 ottobre - Stefano Landini, regista, sceneggiatore e montatore italiano († 2025)
- 15 ottobre - Stanley Menzo, allenatore di calcio e ex calciatore olandese
- 15 ottobre - Valerio Staffelli, personaggio televisivo italiano
- 15 ottobre - Enrico Trantino, politico italiano
- 16 ottobre - Pamela Bach, attrice, personaggio televisivo e modella statunitense († 2025)
- 16 ottobre - Günter Bechly, paleontologo e entomologo tedesco († 2025)
- 16 ottobre - Jean-Marie Cadieu, ex rugbista a 15 francese
- 16 ottobre - Danko Cvjetićanin, ex cestista croato
- 16 ottobre - Paal Fredheim, ex calciatore norvegese
- 16 ottobre - Missy Hyatt, statunitense
- 16 ottobre - Nello Salza, trombettista italiano
- 16 ottobre - Élie Semoun, umorista, attore e cantante francese
- 16 ottobre - Mat Sinner, bassista, cantante e compositore tedesco
- 17 ottobre - Marco Bigliazzi, regista, scrittore e animatore italiano († 2023)
- 17 ottobre - Rossana Campo, scrittrice italiana
- 17 ottobre - Stefan Eriksson, ex tennista svedese
- 17 ottobre - Sergio Goycochea, ex calciatore argentino
- 17 ottobre - Roberto Mattioli, conduttore televisivo e conduttore radiofonico italiano
- 17 ottobre - Toby Young, giornalista britannico
- 18 ottobre - Vladimiras Buzmakovas, ex calciatore lituano
- 18 ottobre - Sigvart Dagsland, cantante norvegese
- 18 ottobre - Ugo Francica Nava, giornalista e conduttore televisivo italiano
- 18 ottobre - Ann Haesebrouck, ex canottiera belga
- 18 ottobre - Marcello Mazzarella, attore, regista e sceneggiatore italiano
- 18 ottobre - Marina Prior, soprano e attrice australiana
- 19 ottobre - Lorenzo del Belgio, principe belga
- 19 ottobre - Phil Davies, allenatore di rugby a 15 e ex rugbista a 15 gallese
- 19 ottobre - Jim Dombrowski, ex giocatore di football americano statunitense
- 19 ottobre - Rossella Drudi, sceneggiatrice e scrittrice italiana († 2025)
- 19 ottobre - Jonathan Haidt, psicologo statunitense
- 19 ottobre - Christian Hochstätter, ex calciatore tedesco
- 19 ottobre - Kool Keith, rapper e produttore discografico statunitense
- 19 ottobre - Mauricio Montero, ex calciatore costaricano
- 19 ottobre - Charles Simpkins, ex triplista statunitense
- 19 ottobre - Sinitta, cantante e personaggio televisivo statunitense
- 20 ottobre - Ronit Bason, ex cestista israeliana
- 20 ottobre - Anatolij Chrapatyj, sollevatore sovietico († 2008)
- 20 ottobre - Gianluca Curti, produttore cinematografico, sceneggiatore e editore italiano
- 20 ottobre - Simona Ercolani, autrice televisiva e produttrice televisiva italiana
- 20 ottobre - Claudio Fermanelli, allenatore di calcio e ex calciatore italiano
- 20 ottobre - Siniša Gogić, allenatore di calcio e ex calciatore serbo
- 20 ottobre - Andrea Grossegger, ex sciatrice nordica austriaca
- 20 ottobre - Iurie Leancă, politico moldavo
- 20 ottobre - Julie Payette, ex astronauta, politica e ingegnere canadese
- 20 ottobre - Vladimir Solov'ëv, giornalista e conduttore televisivo russo
- 20 ottobre - John Storgårds, violinista e direttore d'orchestra finlandese
- 20 ottobre - Nikos Tsiantakīs, ex calciatore greco
- 20 ottobre - Stan Valckx, dirigente sportivo e ex calciatore olandese
- 21 ottobre - Eraldo Bernocchi, musicista, compositore e produttore discografico italiano
- 21 ottobre - Jaclyn Jose, attrice filippina († 2024)
- 21 ottobre - Gary McGinnis, ex calciatore scozzese
- 21 ottobre - Gabriele Zamagna, dirigente sportivo, allenatore di calcio e ex calciatore italiano
- 21 ottobre - Željko Zečević, allenatore di pallacanestro serbo
- 22 ottobre - Benedicte Adrian, cantante norvegese
- 22 ottobre - Hervé Anselme, ex sciatore alpino francese
- 22 ottobre - Brian Boitano, ex pattinatore artistico su ghiaccio statunitense
- 22 ottobre - Andrejs Bondarenko, cestista lettone († 2002)
- 22 ottobre - Sergej Machovikov, attore e regista sovietico
- 22 ottobre - Moris Masetti, ex cestista italiano
- 22 ottobre - Giorgia Passeri, conduttrice televisiva italiana
- 22 ottobre - Lina Wolff, scrittrice svedese
- 23 ottobre - Salvo Basso, poeta italiano († 2002)
- 23 ottobre - Allison Shearmur, produttrice cinematografica statunitense († 2018)
- 23 ottobre - Okwui Enwezor, critico d'arte nigeriano († 2019)
- 23 ottobre - Peter Gomez, giornalista, saggista e conduttore televisivo statunitense
- 23 ottobre - Hiroshi Ishiguro, insegnante giapponese
- 23 ottobre - Paola Mammini, scrittrice e sceneggiatrice italiana
- 23 ottobre - Dollah Salleh, ex calciatore e ex giocatore di calcio a 5 malese
- 23 ottobre - Eric Shanower, fumettista e scrittore statunitense
- 23 ottobre - Nune Tumanyan, scultrice armena
- 23 ottobre - Rashidi Yekini, calciatore nigeriano († 2012)
- 24 ottobre - Rosana, cantautrice spagnola
- 24 ottobre - Rafael Bobadilla, ex calciatore paraguaiano
- 24 ottobre - Anne Marie Bush, cantante danese
- 24 ottobre - Tima Džebo, cestista jugoslava († 2025)
- 24 ottobre - John Hendrie, ex calciatore e allenatore di calcio scozzese
- 24 ottobre - Giselle Laronde, modella trinidadiana
- 24 ottobre - Yaron Matras, linguista inglese
- 24 ottobre - José Ricardo Pérez, allenatore di calcio e ex calciatore colombiano
- 24 ottobre - Cliff Wright, artista britannico
- 25 ottobre - Cinzia Banelli, ex terrorista e collaboratrice di giustizia italiana
- 25 ottobre - Peter Darling, ex ballerino e coreografo britannico
- 25 ottobre - Dominic Dromgoole, regista teatrale e direttore artistico britannico
- 25 ottobre - Shelton Joseph Fabre, arcivescovo cattolico statunitense
- 25 ottobre - John Levén, bassista svedese
- 25 ottobre - Michael Lynagh, ex rugbista a 15 australiano
- 25 ottobre - Melinda McGraw, attrice statunitense
- 25 ottobre - Mike Müller, attore svizzero
- 25 ottobre - Tracy Nelson, attrice statunitense
- 25 ottobre - Piculín Ortiz, ex cestista portoricano
- 25 ottobre - Mark Vlasic, ex giocatore di football americano statunitense
- 25 ottobre - Alex Williams, ex sciatore alpino statunitense
- 26 ottobre - Troy Carter, politico statunitense
- 26 ottobre - Tony Casillas, ex giocatore di football americano statunitense
- 26 ottobre - Tom Cavanagh, attore canadese
- 26 ottobre - Ted Demme, regista, produttore cinematografico e produttore televisivo statunitense († 2002)
- 26 ottobre - Andrej Kalajčev, ex calciatore russo
- 26 ottobre - Theresia Kiesl, ex mezzofondista austriaca
- 26 ottobre - Luca Magro, bobbista italiano
- 26 ottobre - Natalie Merchant, cantante, musicista e produttrice discografica statunitense
- 26 ottobre - Frank Schaefer, dirigente sportivo e allenatore di calcio tedesco
- 26 ottobre - Craig Shakespeare, allenatore di calcio e calciatore inglese († 2024)
- 26 ottobre - José Zalazar, ex calciatore uruguaiano
- 27 ottobre - Mohamed Abbas, ex maratoneta nigeriano
- 27 ottobre - Lou Hoffner, cantante tedesca
- 27 ottobre - Lee Young-jin, ex calciatore sudcoreano
- 27 ottobre - Marla Maples, attrice, conduttrice televisiva e conduttrice radiofonica statunitense
- 27 ottobre - Tom McKean, ex mezzofondista britannico
- 27 ottobre - Cvijan Milošević, ex calciatore serbo
- 27 ottobre - Farin Urlaub, cantautore e musicista tedesco
- 27 ottobre - Feyyaz Uçar, allenatore di calcio e ex calciatore turco
- 27 ottobre - Franky Vanhooren, pattinatore di short track belga
- 27 ottobre - Zhu Ping, ex calciatore cinese
- 27 ottobre - Abd al-Aziz bin Abd Allah Al Sa'ud, politico e imprenditore saudita
- 27 ottobre - Marcélia Cartaxo, attrice brasiliana
- 28 ottobre - Patricia Barzyk, modella e attrice francese
- 28 ottobre - Perry Ganchar, allenatore di hockey su ghiaccio e ex hockeista su ghiaccio canadese
- 28 ottobre - Lauren Holly, attrice statunitense
- 28 ottobre - Christian Plaziat, ex multiplista francese
- 28 ottobre - Eros Ramazzotti, cantautore italiano
- 28 ottobre - Sheryl Underwood, comica, attrice e conduttrice televisiva statunitense
- 28 ottobre - Mario Venuti, cantautore e polistrumentista italiano
- 29 ottobre - Damian Chapa, attore statunitense
- 29 ottobre - Kristján Jónsson, ex calciatore islandese
- 29 ottobre - Richard Langin, attore pornografico francese
- 29 ottobre - Ottomix, disc jockey italiano
- 29 ottobre - Tim Minear, sceneggiatore, regista e produttore televisivo statunitense
- 29 ottobre - Brendan Mullin, ex rugbista a 15 e imprenditore irlandese
- 29 ottobre - Ėl'vira Nabiullina, economista, banchiera e politica russa
- 29 ottobre - Qu Dongyu, politico cinese
- 29 ottobre - Alexandra Simons de Ridder, cavallerizza tedesca
- 29 ottobre - Marek Sobczyński, cestista polacco († 1998)
- 30 ottobre - Hervé Arsène, ex calciatore malgascio
- 30 ottobre - Michael Beach, attore statunitense
- 30 ottobre - Sam Bourcier, sociologo e attivista francese
- 30 ottobre - Tom Brady, sceneggiatore, regista e produttore televisivo statunitense
- 30 ottobre - Giuseppe Cossiga, ex politico italiano
- 30 ottobre - Reggie Dupard, ex giocatore di football americano statunitense
- 30 ottobre - Rebecca Heineman, programmatrice e autrice di videogiochi statunitense
- 30 ottobre - André Knöfel, astronomo tedesco
- 30 ottobre - Massimo Mauceri, ex pallamanista italiano
- 30 ottobre - Gilberto Milos, scacchista brasiliano
- 30 ottobre - Gennaro Nunziante, regista, sceneggiatore e montatore italiano
- 30 ottobre - Valerio Rossi Albertini, fisico e divulgatore scientifico italiano
- 30 ottobre - Todd Sand, ex pattinatore artistico su ghiaccio statunitense
- 30 ottobre - Tabitha St. Germain, attrice teatrale e doppiatrice canadese
- 31 ottobre - Chiara Bigatti, illustratrice italiana
- 31 ottobre - Sarah Jane Brown, dirigente d'azienda e attivista britannica
- 31 ottobre - Alessandra Canale, annunciatrice televisiva e conduttrice televisiva italiana
- 31 ottobre - Mikkey Dee, batterista svedese
- 31 ottobre - Dunga, ex calciatore e allenatore di calcio brasiliano
- 31 ottobre - Mogens Krogh, allenatore di calcio e ex calciatore danese
- 31 ottobre - Johnny Marr, chitarrista e cantautore britannico
- 31 ottobre - Dmitrij Meschiev, regista russo
- 31 ottobre - Dermot Mulroney, attore statunitense
- 31 ottobre - Ramiro Musotto, compositore e musicista argentino († 2009)
- 31 ottobre - Rob Schneider, comico, attore e sceneggiatore statunitense
- 31 ottobre - Troy Tanner, allenatore di pallavolo, ex pallavolista e ex giocatore di beach volley statunitense